# Metoda Volharda
Metoda Volharda – metoda argentometryczna opisana w roku 1874 przez Jacoba Volharda (1834–1910), w której punkt końcowy miareczkowania (wytrącenie całości jonów Ag+) uwidaczniany jest poprzez pojawienie się zabarwienia pochodzącego od krwistoczerwonego kompleksu rodankowego żelaza(III). Pozwala ona na bezpośrednie oznaczenie zawartości jonów srebra, zwykle jednak jest wykorzystywana do oznaczania chlorków, a także bromków i jodków. 
Podejście to pozwala także na oznaczanie rodanków (tiocyjanianów, SCN−).
Oznaczanie halogenków w metodzie Volharda przeprowadza się poprzez miareczkowanie odwrotne roztworu zawierającego oznaczany halogenek za pomocą mianowanego roztworu AgNO3, którego nadmiar odmiareczkowuje się kolejnym mianowanym roztworem rodanku potasu (KSCN) lub rodankiem amonu (NH4SCN). Jako wskaźnika końca miareczkowania używa się ałunu żelazowo-amonowego (NH4Fe(SO4)2·12H2O), dającego różową/czerwoną barwę z nadmiarem tiocyjanianu – barwa jest zależna od ilości nadmiarowego rodanku, a tym samym kompleksu, jaki utworzy z jonem żelaza(III). Oznaczanie przeprowadza się w środowisku kwaśnym dodając do próbki kwas azotowy, co zapobiega hydrolizie jonów Fe3+. 
Reakcje zachodzące podczas oznaczania chlorków:
Pierwszą reakcją jest wytrącenie chlorku srebra nadmiarem AgNO3:
Ag+ + Cl− → AgCl↓
Nadmiar jonów Ag+ pozostały w roztworze wytrąca się jonami SCN−:
Ag+ + SCN− → AgSCN↓
Po wytrąceniu całości Ag+ dalszy dodatek roztworu jonów SCN− skutkuje ich reakcją z jonami Fe3+ wskaźnika, dając barwny kompleks:
n SCN− + Fe3+ → Fe(SCN)n3-n
gdzie n jest liczbą koordynacyjną żelaza i wynosi od 1 do 6.